# Albert Langen

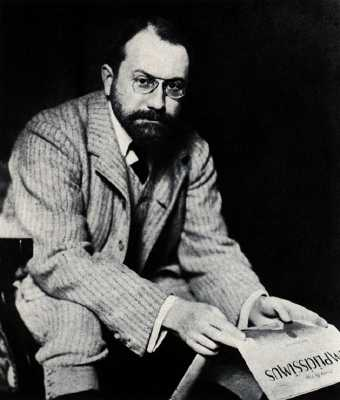
Albert Langen (Foto von Nicola Perscheid)

Albert Langen (* 8. Juli 1869 in Antwerpen; † 30. April 1909 in München) war ein deutscher Verleger und der Gründer der satirischen Zeitschrift Simplicissimus.

## Leben

### Die frühen Jahre
Albert Langen war, nach Martha und Martin, das dritte von vier Kindern des Zuckerfabrikanten Friedrich Albert Langen und seiner Frau Ida Goeters. Die Familie siedelte nach dem Tod des Großvaters Johann Jakob Langen von Antwerpen nach Köln in die Jacordenstraße 5 über, wo Albert Langen seine Kinder- und Jugendjahre verbrachte.

Frühe Lektüre

Hier kam seine Schwester Elsbeth zur Welt. Nach einer abgebrochenen kaufmännischen Lehre zog Langen 1890 nach Paris, um sich als Maler ausbilden zu lassen. Er verkehrte bald in Kreisen von Schriftstellern (unter anderem mit Henry Becque, Abel Hermant, Paul Hervieu, Octave Mirbeau, Émile Zola) und Künstlern (der Zeichner Théophile Alexandre Steinlen, einer der Hauptillustratoren des Gil Blas Illustré wurde sein lebenslanger Freund). Er lernte den in Kopenhagen aufgewachsenen Dänen Julius Rudolph Wilhelm Petersen kennen, der auch seit 1890 in Paris lebte und sich Willy Gretor nannte. Gretor wird als ein genialer Abenteurer und Hochstapler, Maler, Dichter, Bilderfälscher und Kunsthändler beschrieben. Eine Zeitlang diente ihm Frank Wedekind als Sekretär. Im November 1898 begann Wedekind die Arbeit an dem Theaterstück Der Marquis von Keith, wobei nun Gretor ihm diente – als Urbild für den Marquis. Gretor wurde Langens Mentor, Langen Gretors Adlatus. Von Gretor übernahm Langen dessen pompöse Wohnung am Boulevard Malesherbes, mitsamt den kostbaren Möbeln und einer umfangreichen Bildersammlung (in der sich, wie Zeitzeugen meinten, einige Stücke anfechtbarer Echtheit befanden). Angeregt durch Gretor erwog Langen vorübergehend die Eröffnung einer Kunsthandlung. Entscheidend wurde jedoch (durch Vermittlung Gretors) die Begegnung mit dem Schriftsteller Knut Hamsun, dessen Roman Mysterien zuvor vom S. Fischer Verlag abgelehnt worden war. Langen war von der bereits vorliegenden deutschen Übersetzung des Werks (durch Marie von Borch) so begeistert, dass er Samuel Fischer einen Druckkostenzuschuss anbot. Als dies scheiterte, gründete Langen einen Verlag, um das Buch selbst herauszubringen. So erschien 1894 Hamsuns Mysterien als erster Titel im Buch & Kunst-Verlag von Albert Langen. Die Begründung seines Verlags hatte er selbstbewusst im Anzeigenteil des Börsenblatts für den deutschen Buchhandel vom 6. Dezember (mit Datum des 1. Dezember) 1893 verkündet. Verlagsort war seine Wohnung, Paris, 112 Boulevard Malesherbes.
Im folgenden Jahr siedelte der Verlag zunächst nach Leipzig und bald darauf nach 
München um. Neben skandinavischen Autoren (Bjørnstjerne Bjørnson, Georg Brandes, Sven Lange) weitete Langen sein Programm nun auch auf zeitgenössische französische und deutsche Literatur aus. Als erster Titel eines deutschen Schriftstellers wurde Frank Wedekinds Der Erdgeist (1895) veröffentlicht. Die broschierten Bücher des Verlags erlangten durch ihre von (zunächst französischen, bald aber auch deutschen) Künstlern wie Jules Chéret, Théophile Alexandre Steinlen, und besonders Thomas Theodor Heine gestalteten Einbände besondere Anerkennung auf dem Markt.

### 1896–1909

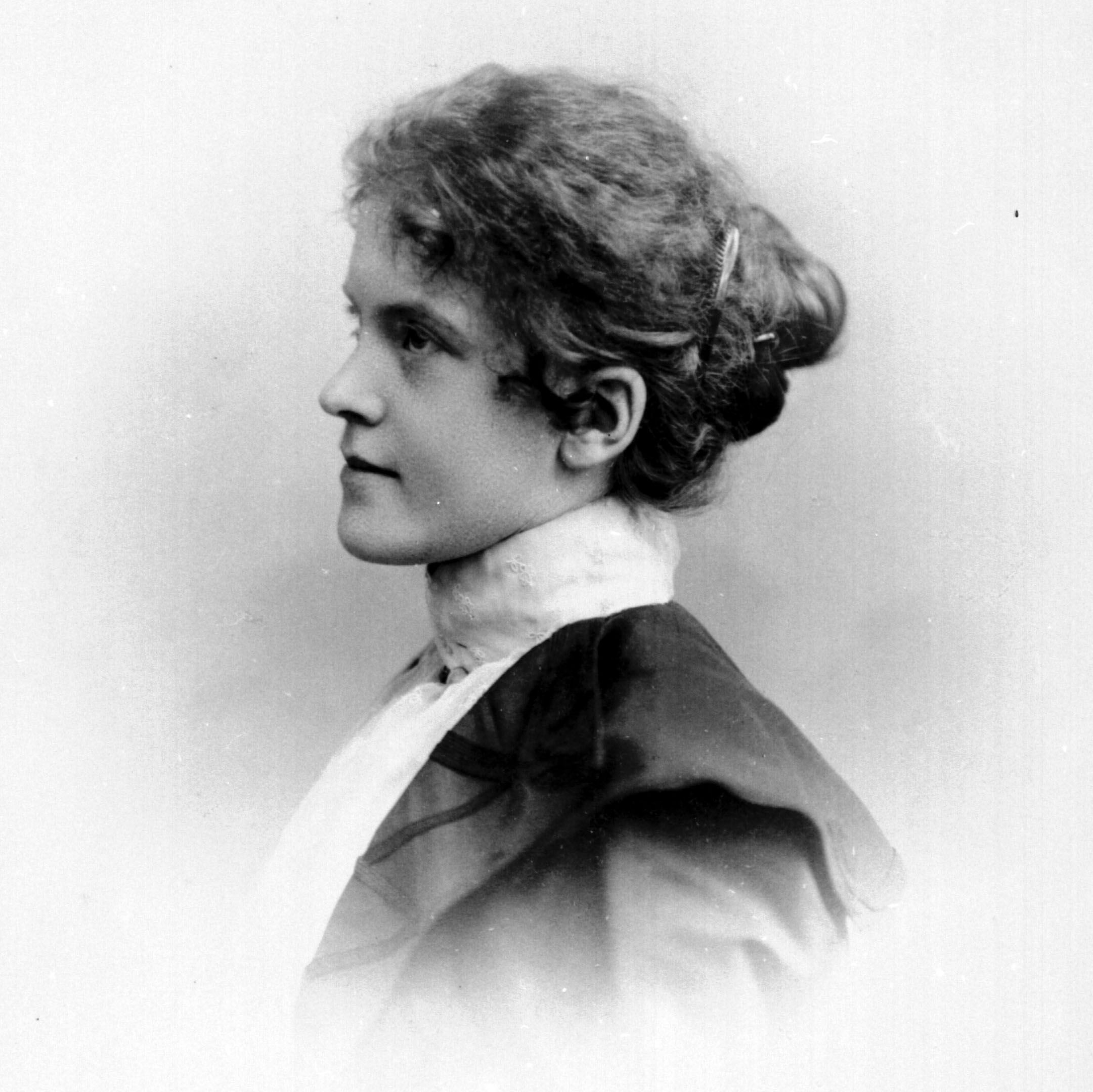
Dagny Bjørnson Langen

1896 heiratete Langen Dagny Bjørnson, die jüngste Tochter von Bjørnstjerne Bjørnson. Am 4. April desselben Jahres erschien die erste Nummer der Illustrierten Wochenschrift Simplicissimus im Verlag von Albert Langen. Einige französische Blätter wie Gil Blas illustré und Le Rire hatten dabei als Vorbild gedient. Schon bald wurde die Wochenschrift, ihrer kritischen Stellungnahmen wegen, mehrmals beschlagnahmt und erhielt in Deutschland – aber auch in Österreich – vorübergehende Verkaufsverbote.
Der aus Riga stammende Korfiz Holm trat 1896 in den Langenschen Verlag ein. In den folgenden Jahren konnte Langen u. a. Werke von Heinrich Mann, Henrik Ibsen, Marcel Prévost und Verner von Heidenstam in seinem Haus veröffentlichen. 1897 startete der Verlag mit dem Titel Schläfst Du Mutter? von Jakob Wassermann die preiswerte Reihe Kleine Bibliothek Langen, die speziell für den Bahnhofsbuchhandel konzipiert worden war. Eine Zeitlang lektorierte auch Thomas Mann Manuskripte für den Simplicissimus. 1898 erschien der erste Verlagskatalog. Ein kunstvoll gestalteter Oktavband mit der stolzen Bilanz der ersten fünf Jahre: 65 Bücher von Autoren deutscher, französischer, skandinavischer, russischer und holländischer Herkunft. Auch privat ging es aufwärts: Am 17. Juni 1897 kam der Sohn Arne und am 9. Oktober 1898 der Sohn Bjørnstjerne Albert zur Welt.
Die Nummer 31 des 3. Jahrgangs des Simplicissimus, die sogenannte Palästina-Nummer, führte zu einer Anklage wegen Majestätsbeleidigung gegen zwei Autoren der Zeitschrift, Thomas Theodor Heine (er hatte das Titelblatt gezeichnet) und Frank Wedekind (von ihm stammte das unter dem Pseudonym Hieronymos abgedruckte Gedicht Im heiligen Land), und zwang Langen (er war der verantwortliche Redakteur), im Herbst 1898 in die Schweiz zu fliehen. Zusammen mit seiner Familie wich er 1899 nach Paris aus, wo sie eine herrschaftliche Wohnung in der Rue de la Pompe 187 bezogen. Langen musste nun Verlag und Simplicissimus aus der Ferne führen. In manchen Dingen vertrat ihn Korfiz Holm, der Prokura erhalten hatte, in München. Auf Gipfelkonferenzen in Österreich, der Schweiz, in Paris und in Aulestad, Norwegen, dem Gut seiner Schwiegereltern, traf Langen seine engsten Mitarbeiter zu Besprechungen in geselliger Runde. Und immer wieder reiste Langens Frau Dagny nach Deutschland, um Verlagsprobleme zu besprechen. Erst 1903, nach viereinhalb Jahren Exil, wurde Langen von König Georg von Sachsen begnadigt, gegen Zahlung einer „Bezeigungssumme“ von 20.000 Mark. Nach Langens Rückkehr nach München, begann der Simplicissimus unter anderem auch gegen das bayrische Zentrum zu agieren und zog damit den Unmut des bayrischen Landtags auf sich.
1904 erschien ein weiterer Verlagskatalog. Inzwischen hatte der Verlag 389 Werke von 117 Autoren veröffentlicht. Die höchste Auflagenziffer erreichte Über unsere Kraft von Bjørnstjerne Bjørnson. Ludwig Thoma wurde zum verkaufstärksten deutschen Autor des Verlags.
Am 1. April 1906 wurde der Simplicissimus in eine GmbH überführt, eine Konsequenz der Palastrevolution seiner Mitarbeiter, die am Gewinn, den der Simplicissimus einfuhr, beteiligt werden wollten. Langen hatte zwar den Simplicissimus damit verloren, gewann aber Zeit für andere Projekte. Mit Beginn des Jahres 1907 erschien das erste Heft des März, eine Halbmonatsschrift für deutsche Kultur. Herausgegeben von Ludwig Thoma, Hermann Hesse, Albert Langen und Kurt Aram (d. i. Hans Fischer). In Langens Ehe gab es ebenfalls Umwälzungen: Im Februar 1906 erfolgte die offizielle Trennung (nicht Scheidung) des Paares. Albert Langen hatte (schon seit 1903) eine neue Lebenspartnerin: Josephine Rensch. Seine Frau Dagny blieb mit den zwei Kindern in Paris. Sie wandte sich dem französischen Zeichner Paul Iribe zu. Von Dagny Bjørnson-Langen finanziert, brachte Iribe das illustrierte Magazin Le Témoin heraus.

Albert Langen im Bildband Hermann Hesses von 1960

Am 30. April 1909 starb Albert Langen an einer verschleppten Mittelohrentzündung. Er hatte sich die Entzündung zugezogen, als er am 1. April im offenen Wagen dem Zeppelin-Luftschiff Z 1, das heftige Winde weit über München hinausgetragen hatte, bis zum Landeort nachgefahren war. Am 4. Mai wurde er auf dem Kölner Melaten-Friedhof in der Familiengruft seiner Eltern beigesetzt (heute eingeebnet). In seinem Testament hatte Albert Langen vier Kuratoren und langjährige Mitarbeiter (Otto Friedrich, Reinhold Geheeb, August Gommel und Korfiz Holm) für den Verlag eingesetzt. Diese übernahmen das Unternehmen (die Söhne Langens waren noch unmündig und wurden durch ihren Onkel Martin Langen vertreten) und erwarben es 1918. In den 1920er Jahren wurden die Bauhausbücher (Hrsg.: Walter Gropius und Lászlo Moholy-Nagy) im Langen Verlag publiziert. 1931 ging der Verlag eine Interessengemeinschaft mit dem Georg Müller Verlag ein und fusionierte im Jahr darauf mit diesem zum Langen Müller Verlag.

### Besondere Verdienste

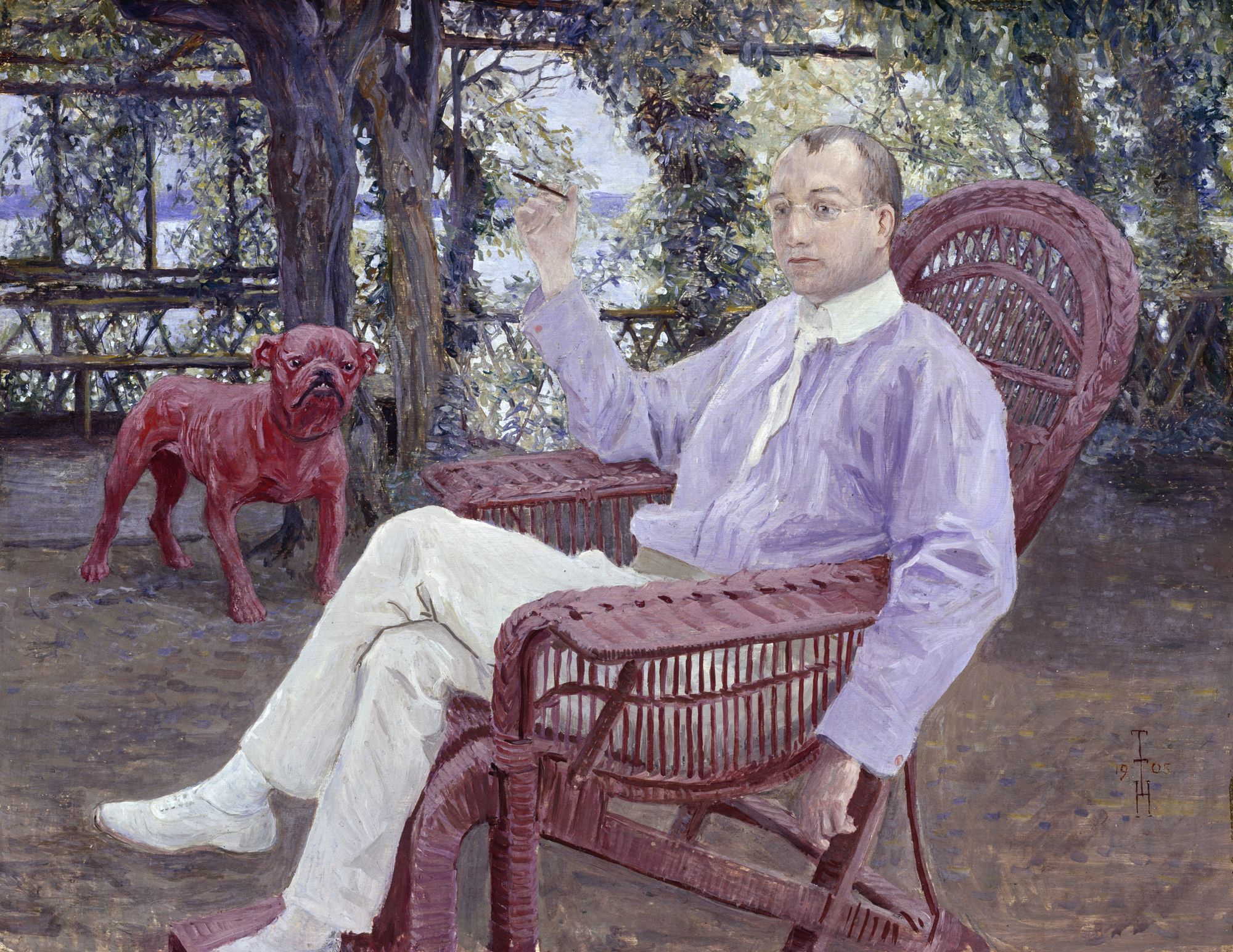
Thomas Theodor Heine: Der Münchner Verleger Albert Langen im Garten, 1905, Städtische Galerie im Lenbachhaus

Eine herausragende Leistung des Verlegers war das Bestreben, die Publikationen seines Hauses im Sinne moderner Buchgestaltung auszustatten. Thomas Theodor Heine und Bruno Paul gehörten zu seinen bedeutendsten Buchkünstlern (für die Einband- und Schutzumschlaggestaltung, für Vignetten und Illustrationen), die beide ganz unterschiedlich arbeiteten. Während für Heine der leichtbewegliche Zeichenstil charakteristisch war, verband Paul kräftige Umrisse mit der Anordnung von Flächen und Farben. Beide Künstler waren deutlich vom Jugendstil beeinflusst.
Zu weiteren Illustratoren des Langen-Verlags gehörten Ferdinand von Reznicek, Eduard Thöny und der Norweger Olaf Gulbransson, der dem Unternehmen 1902 als ständiger Mitarbeiter eingestellt wurde und mit seinem minimalistischen Zeichenstil bald ebenso unentbehrlich für den Simplicissimus wurde wie Heine. Im Jahr 1909 war es das Verdienst Langens, den Plakatkünstler und Genremaler Brynolf Wennerberg für den Simplicissimus zu gewinnen.
Albert Langen war ein Kulturverleger, der sein Unternehmen nicht nur aus ökonomischen Überlegungen heraus gründete, sondern mit seiner Arbeit auch einen kulturpolitischen Auftrag verband. Sein stärkster Konkurrent, ein weiterer sogenannter Kulturverleger jener Zeit, war Samuel Fischer, da dieser ebenfalls Autoren der „Moderne“ als Programmschwerpunkt gewählt hatte. Viele Schriftsteller (u. a. Henrik Ibsen, Jakob Wassermann oder Ludwig Thoma) veröffentlichten kurzzeitig bei Langen, kehrten aber bald darauf wieder zu S. Fischer zurück. Den zeitlichen Vorsprung des S. Fischer-Verlags, der bereits 1886 gegründet wurde, konnte Langen nie aufholen. Sein Nachlass  befindet sich in der Bayerischen Staatsbibliothek.